# Olympische Jugend-Sommerspiele 2018/Karate
Bei den Olympischen Jugend-Sommerspielen 2018 in der argentinischen Metropole Buenos Aires wurden sechs Wettbewerbe im Karate ausgetragen. Es war die erste Austragung dieser Sportart bei einem olympischen Turnier.
Die Wettbewerbe fanden am 17. und 18. Oktober im Parque Olímpico de la Juventud statt.

## Jungen

### Bis 61 kg
| Platz | Land | Athlet                  |
| ----- | ---- | ----------------------- |
| 1     | KSA  | Mohammed Ayed Al Assiri |
| 2     | JPN  | Masaki Yamaoka          |
| 3     | MAR  | Oussama Edari           |
| 3     | MKD  | Fahik Veseli            |

### Bis 68 kg
| Platz | Land | Athlet               |
| ----- | ---- | -------------------- |
| 1     | BEL  | Quentin Mahauden     |
| 2     | MAR  | Yassine Sekouri      |
| 3     | KAZ  | Abilmansur Batyrgali |
| 3     | ITA  | Rosario Ruggiero     |

### Über 68 kg
| Platz | Land | Athlet              |
| ----- | ---- | ------------------- |
| 1     | IRI  | Navid Mohammadi     |
| 2     | MAR  | Nabil Ech-Chaabi    |
| 3     | TUR  | Enes Bulut          |
| 3     | IRL  | Sean McCarthy Crean |

## Mädchen

### Bis 53 kg
| Platz | Land | Athletin             |
| ----- | ---- | -------------------- |
| 1     | EGY  | Yasmin Nasr Elgewily |
| 2     | JPN  | Rinka Tahata         |
| 3     | IRI  | Fatemeh Khonakdar    |
| 3     | UZB  | Dildora Alikulova    |

### Bis 59 kg
| Platz | Land | Athletin            |
| ----- | ---- | ------------------- |
| 1     | JPN  | Kokoro Sakaji       |
| 2     | RUS  | Anna Tschernyschowa |
| 3     | IRI  | Mobina Heidari      |
| 3     | SRB  | Ivana Perovic       |

### Über 59 kg
| Platz | Land | Athletin         |
| ----- | ---- | ---------------- |
| 1     | NOR  | Annika Saelid    |
| 2     | JPN  | Sakura Sawashima |
| 3     | GBR  | Lauren Salisbury |
| 3     | IRI  | Negin Altouni    |